# Racionális törtfüggvény
A racionális törtfüggvény a valós számok halmazának olyan önmagára való leképezése, amelyben a hozzárendelést két polinom hányadosával adjuk meg:
{\displaystyle y={\frac {P_{m}(x)}{Q_{n}(x)}}={\frac {a_{m}x^{m}+a_{m-1}x^{m-1}+...+a_{1}x+a_{0}}{b_{n}x^{n}+b_{n-1}x^{n-1}+...+b_{1}x+b_{0}}}} .
A függvény két polinomfüggvény, vagyis racionális egészfüggvény hányadosa. Az együtthatók lehetnek racionális, valós vagy komplex számok, az egyetlen kikötés, hogy {\displaystyle Q_{n}(x)} nem lehet nulla, emiatt nem lehet az azonosan nulla polinom.
A leképezés értelmezési tartománya azokból a valós számokból áll, amelyekre {\displaystyle Q_{n}(x)} nem nulla.

## Típusai
Ha a {\displaystyle Q_{n}} polinom foka nulla, azaz konstans, akkor a függvény polinomfüggvény, vagyis racionális egészfüggvény.
Egyébként, ha a nevező foka nagyobb, akkor valódi racionális törtfüggvényről van szó.
Ha ez nem teljesül, akkor a racionális törtfüggvény nem valódi. Polinomosztással egy polinom és egy racionális törtfüggvény összegeként ábrázolható.
A táblázat mutat néhány példát a számláló különböző {\displaystyle z} fokaira és a nevező különböző {\displaystyle n} fokaira:
| Példa                                                                              | Alternatív írásmód                                                     | z = | n = | Függvénytípus                      |
| ---------------------------------------------------------------------------------- | ---------------------------------------------------------------------- | --- | --- | ---------------------------------- |
| {\displaystyle f\colon x\mapsto {\frac {3x^{3}-4x+5}{2}}}                          | {\displaystyle f\colon x\mapsto {\frac {3}{2}}x^{3}-2x+{\frac {5}{2}}} | 3   | 0   | racionális egészfüggvény           |
| {\displaystyle f\colon x\mapsto {\frac {2x-1}{x^{2}+1}}}                           |                                                                        | 1   | 2   | valódi racionális törtfüggvény     |
| {\displaystyle f\colon x\mapsto {\frac {(x-1)^{2}\cdot (x+2)}{x\cdot (2-3x^{2})}}} | {\displaystyle f\colon x\mapsto {\frac {x^{3}-3x+2}{2x-3x^{3}}}}       | 3   | 3   | nem valódi racionális törtfüggvény |
| {\displaystyle f\colon x\mapsto x+1+{\frac {1}{x-1}}}                              | {\displaystyle f\colon x\mapsto {\frac {x^{2}}{x-1}}}                  | 2   | 1   | nem valódi racionális törtfüggvény |

## Tulajdonságai
Mivel {\displaystyle Q_{n}(x)}-nek legfeljebb n nullhelye van, a függvény értelmezési tartománya legfeljebb n+1 nyílt intervallum uniója. Ezeken a nyílt intervallumokon a függvény folytonos és akárhányszor differenciálható. Az összefüggő zárt résztartományokon integrálható. A függvény grafikonja általában egy vagy több aszimptotával rendelkezik.

## Fokszám, rendszám
Az m illetve n fokszámú polinomokkal definiált törtfüggvényeket (m/n)-edfokúnak nevezzük, s a grafikonjuk r rendszámát az egyenletük implicit alakjában szereplő legmagasabb fokszámmal adjuk meg:
{\displaystyle {\begin{cases}y.Q_{n}(x)=P_{m}(x)\\y.a_{m}x^{m}+\dots =a_{n}x^{n}+\dots \end{cases}}}
{\displaystyle {\begin{cases}r=m+1,~(m+1\geq n)\\r=n,~(m+1<n)\end{cases}}}

## Fontosabb törtfüggvények

### Fordított arányosság
A görbe hiperbola (kúpszelet), explicit illetve implicit egyenlete:
{\displaystyle y={\frac {a}{x}}~;~xy=a}
(Az ábrán {\displaystyle a<0} együtthatójú görbe, aszimptotái a koordináta-rendszer tengelyei.)

### Lineáris törtfüggvény
A függvény és grafikonja az egyenes arányosság transzformáltja.

### Reciprok hatványfüggvény
Pontosabban: negatív egész kitevőjű hatványfüggvény. Grafikonja hiperbolikus típusú görbe. Páros kitevő esetén a két ága az Y tengelyre, páratlan kitevő esetén az origóra szimmetrikus.

### Reciprok polinomfüggvény
Az n-edfokú polinom reciprokaként megadott racionális törtfüggvény, melynek grafikonja a nevezőtől függően változatos alakú és számú nyílt görbeívből áll. A görbe rendszáma: r = n+1.
Az ábrán az {\displaystyle y={\frac {1}{ax^{2}+bx+c}}} explicit alakban adott harmadrendű görbe látható. (Ennek speciális esete az Agnesi-féle görbe)

## Aszimptotika
A racionális törtfüggvényeknek szakadásuk van a nevező gyökeinél. Emellett még a végtelenben vett viselkedés is kérdéses.
A végtelenben vett viselkedés szempontjából a nevező és számláló foka döntő fontossággal bír. A szakasz további részében {\displaystyle z} a számláló, {\displaystyle n} a nevező fokszáma.
Ha {\displaystyle x\to \infty }, akkor {\displaystyle f(x)}
- tart {\displaystyle \operatorname {sgn} \left({\tfrac {a_{z}}{b_{n}}}\right)\cdot \infty }-hez, hogyha {\displaystyle z>n}, ahol {\displaystyle \operatorname {sgn} } a szignumfüggvény.
- tart {\displaystyle {\tfrac {a_{z}}{b_{n}}}}-hez, ha {\displaystyle z=n} (az aszimptota párhuzamos az {\displaystyle x}-tengellyel),
- tart {\displaystyle 0}-hoz (az {\displaystyle x}-tengely vízszintes aszimptota), ha {\displaystyle z<n}.

Ha {\displaystyle x\to -\infty }, akkor a második és a harmadik esetben ugyanaz a határérték, mint {\displaystyle x\to \infty } esetén. A többi eset:
- Ha {\displaystyle z-n} páros, akkor az érték ugyanaz, mint {\displaystyle x\to \infty } esetén.
- Ha {\displaystyle z-n} páratlan, akkor az előjel ellentettje az {\displaystyle x\to \infty } értékének.

Ahogy majd később írjuk, polinomosztással a függvény felbontható egy polinom és egy valódi racionális törtfüggvény összegére. A polinom aszimptotikus görbét ad. A {\displaystyle z=n+1} speciális esetben ferde aszimptota adódik. Az aszimptotikus görbe vizsgálatával az {\displaystyle x\to \pm \infty } viselkedése egyszerűbben elemezhető.
Példák:
- Az {\displaystyle f\colon x\mapsto {\frac {2x-1}{x^{2}+1}}} lineáris törtfüggvény esetén a számláló foka {\displaystyle z=1} és a nevező foka {\displaystyle n=2}, így az {\displaystyle x\to \pm \infty } határérték {\displaystyle 0}.
- Az {\displaystyle f\colon x\mapsto {\frac {x^{3}-3x+2}{2x-3x^{3}}}} racionális törtfüggvény számlálójának foka {\displaystyle z=3}, nevezőjének foka {\displaystyle n=3}; a főegyütthatók {\displaystyle a_{3}=1} und {\displaystyle b_{3}=-3}, tehát adódik az aszimptota egyenlete: {\displaystyle y=-{\frac {1}{3}}}.
- Az {\displaystyle f\colon x\mapsto {\frac {x^{2}}{x-1}}} racionális törtfüggvény számlálójának foka {\displaystyle z=2}, nevezőjének foka {\displaystyle n=1}; az {\displaystyle a_{2}=1} és {\displaystyle b_{1}=1} főegyütthatókkal adódik, hogy

{\displaystyle f(x)\to \operatorname {sgn} \left({\tfrac {1}{1}}\right)\cdot \infty =+\infty }, ha {\displaystyle x\to \infty }.
Mivel {\displaystyle z-n=1} páratlan, azért {\displaystyle x\to -\infty } határértékének előjele az előző ellentettje. A függvény írható úgy is, mint {\displaystyle f\colon x\mapsto x+1+{\frac {1}{x-1}}}, a ferde aszimptota egyenlete {\displaystyle y=x+1}, amivel az előbbi értékek könnyebben adódnak.

## Diszkusszió
Az {\displaystyle f={p \over q}\colon x\mapsto {\frac {p(x)}{q(x)}}} függvényterm grafikonjának elemzésére a következő diszkusszió végezhető.

### Szimmetria
Mivel szakadásai a {\displaystyle q} gyökeiben vannak, a gyökök száma pedig véges, azért az {\displaystyle f} periodikusságáról nem lehet szó.
Egy polinomfüggvény akkor páros vagy páratlan, ha minden kitevője páros vagy páratlan. Ha a számláló és a nevező típusa is ilyen, akkor az {\displaystyle f} racionális törtfüggvény páros vagy páratlan. Nevezetesen:
- Ha {\displaystyle p} és {\displaystyle q} egyszerre páros vagy páratlan, akkor a racionális törtfüggvény páros.
- Ha {\displaystyle p} és {\displaystyle q} egyike páros, másika páratlan, akkor {\displaystyle f} páratlan.

Egyéb esetben nehéz {\displaystyle f} szimmetriáját meghatározni.
Példák:
- Az {\displaystyle f(x)={\frac {2x^{3}-3x}{x^{2}+1}}} függvény szimmetrikus az origóra, mivel {\displaystyle p} páratlan és {\displaystyle q} páros, a függvény páratlan.
- Az {\displaystyle f\colon x\mapsto {\frac {x^{5}-x^{3}}{x^{3}+x}}} függvény szimmetrikus az y tengelyre, mivel {\displaystyle p} és{\displaystyle q} is páratlan, így a hányados függvény páros. Kiemelve egy x-et a számlálóból és a nevezőből, egyszerűsíthetjük a függvényt az {\displaystyle f(x)={\frac {x^{4}-x^{2}}{x^{2}+1}}*{\frac {x}{x}}}. Mivel itt {\displaystyle p} és {\displaystyle q} páros, azért a hányados függvény is páros.
- Az {\displaystyle f(x)={\frac {x}{x-1}}} függvényről nem lehet szimmetriát megállapítani az alakja alapján, de megmutatható, hogy szimmetrikus a P(1, 1) pontra, ugyanis:
{\displaystyle f(1+x)-1={\frac {1+x}{(1+x)-1}}-1={\frac {1+x}{x}}-{\frac {x}{x}}={\frac {1}{x}}} és
{\displaystyle 1-f(1-x)=1-{\frac {1-x}{(1-x)-1}}={\frac {x}{x}}+{\frac {1-x}{x}}={\frac {1}{x}}}.

Eszerint elvégezve az átalakításokat {\displaystyle f(1+x)-1=1-f(1-x)}, tehát szimmetrikus az szimmetrikus a P(1, 1) pontra. Egy alternatív módszer, hogy belátjuk, hogy a függvény megkapható {\displaystyle g\colon x\mapsto {\frac {1}{x}}}-ből eltolással, azaz 1-gyel x irányba, és 1-gyel y irányba.

### Értelmezési tartomány, nevezetes pontok
A racionális törtfüggvény nincs értelmezve a {\displaystyle q} polinom gyökeiben. Nullhelyei azok a helyek, melyek gyökei {\displaystyle p}-nek, de nem gyökei {\displaystyle q}-nak.
Speciális esetben az {\displaystyle a\in \mathbb {R} } valós szám mind a számlálónak, mind a nevezőnek gyöke. Polinomosztással kiemelhető egy vagy több {\displaystyle x-a} tényező mind a számlálóból, mind a nevezőből. Hogy hányszor, azt a gyök multiplicitásának nevezik.
- Ha a nevezőben nagyobb a multiplicitás, akkor a hely pólushely, és a nevezőbeli multiplicitás a pólushely multiplicitása.
- Különben a szakadás megszüntethető.

Példák:
- Az {\displaystyle f\colon x\mapsto {\frac {x-1}{(2x-4)^{2}}}} függvény értelmezési tartománya {\displaystyle \mathbb {D} =\mathbb {R} \setminus \{2\}}, mivel a {\displaystyle q\colon x\mapsto (2x-4)^{2}} nevezőnek nullhelye {\displaystyle x=2}. A függvénynek nullhelye van {\displaystyle x=1}-ben, mivel ez a {\displaystyle p\colon x\mapsto x-1} számlálónak egy olyan nullhelye, ami nem gyöke a nevezőnek. {\displaystyle x=2} kétszeres pólus.
- Az {\displaystyle f\colon x\mapsto {\frac {x^{2}-x}{x^{2}-1}}} függvény értelmezési tartománya {\displaystyle \mathbb {D} _{f}=\mathbb {R} \setminus \{\pm 1\}}. Itt azonban 1 a számláló és a nevező közös gyöke. Kiemelve az {\displaystyle (x-1)} tényezőt, adódik, hogy {\displaystyle f\colon x\mapsto {\frac {x\cdot (x-1)}{(x+1)\cdot (x-1)}}}. Innen {\displaystyle x=-1} egyszeres pólus, {\displaystyle x=1} megszüntethető szakadás, {\displaystyle x=0} nullhely. Az {\displaystyle x=1} helyen nincs nullhely, mivel itt a függvény nincs értelmezve. {\displaystyle f} folytonos folytatására {\displaystyle {\tilde {f}}(x)={\frac {x}{x+1}}} és {\displaystyle \mathbb {D} _{\tilde {f}}=\mathbb {R} \setminus \{-1\}}.

### Aszimptoták
Polinomosztással kapjuk a függvény {\displaystyle p=g\cdot q+r} alakját, ahol {\displaystyle g} és {\displaystyle r} polinomok, és {\displaystyle r} fokszáma kisebb, mint {\displaystyle q} fokszáma.
Az {\displaystyle f={p \over q}=g+{r \over q}} függvény aszimptotikus viselkedését a {\displaystyle g} polinom határozza meg. A polinomosztást csak a harmadik és a negyedik esethez érdemes elvégezni.
1. {\displaystyle z<n} → az x-tengely aszimptota: {\displaystyle g(x)=0}
2. {\displaystyle z=n} → függőleges aszimptota: {\displaystyle g(x)={\frac {a_{z}}{b_{n}}}}
3. {\displaystyle z=n+1} → ferde aszimptota: {\displaystyle g(x)=mx+c\,;m\neq 0} (a 4-es speciális esete)
4. {\displaystyle z>n+1} → racionális egészfüggvény mint közelítőfüggvény, lásd approximáció

### Derivált
A racionális törtfüggvények deriválásához általában a hányadosszabályt lehet használni, habár gyakran a láncszabály is hasznos lehet, például ha a nevező egy kéttagú összeg hatványa. A deriválás előtt előnyös elvégezni a polinomosztást, a számláló és a nevező közös tagjainak kiemelését egy külön tényezőbe, hogy a függvény alakja minél egyszerűbb legyen.
Példák:
- Az {\displaystyle f\colon x\mapsto {\frac {2x-1}{(x^{2}+1)^{2}}}} függvény esetén érdemes a láncszabályt is használni, mivel a nevezőben binom hatványa szerepel. A láncszabállyal a {\displaystyle q} nevező deriváltja:
{\displaystyle q'(x)=2(x^{2}+1)\cdot 2x=4x(x^{2}+1)},

így a teljes függvény deriváltja
{\displaystyle f'(x)={\frac {2\cdot (x^{2}+1)^{2}-(2x-1)\cdot 4x(x^{2}+1)}{(x^{2}+1)^{4}}}}.
A számlálóban kiemelhetünk egy {\displaystyle (x^{2}+1)} tényezőt:
{\displaystyle f'(x)={\frac {2\cdot (x^{2}+1)-(2x-1)\cdot 4x}{(x^{2}+1)^{3}}}{\frac {(x^{2}+1)}{(x^{2}+1)}}}.
- Az {\displaystyle f(x)={\frac {x^{4}+x^{3}-7x^{2}-12x-4}{3x^{3}+12x^{2}+12x}}} függvény polinomosztással
{\displaystyle f(x)={\frac {1}{3}}x-1+{\frac {x^{2}-4}{3x^{3}+12x^{2}+12x}}}

alakra hozható, ahonnan leolvasható a ferde aszimptota egyenlete:
{\displaystyle y={\frac {1}{3}}x-1}.
A számláló és a nevező tényezőkre bontása:
{\displaystyle f(x)={\frac {1}{3}}x-1+{\frac {(x+2)(x-2)}{3x(x+2)^{2}}}},
felismerhető és kiemelhető mindkét helyen egy {\displaystyle (x+2)} tényező. A deriválásra előkészített alak:
{\displaystyle f(x)={\frac {1}{3}}x-1+{\frac {x-2}{3x^{2}+6x}}{\frac {(x+2)}{(x+2)}}};
az egyszerűség kedvéért ebből az
{\displaystyle f(x)={\frac {1}{3}}x-1+{\frac {x-2}{3x^{2}+6x}}};
tényezőt fogjuk deriválni.
A hányadosszabállyal
{\displaystyle f'(x)={\frac {1}{3}}+{\frac {1\cdot (3x^{2}+6x)-(x-2)\cdot (6x+6)}{(3x^{2}+6x)^{2}}}={\frac {1}{3}}+{\frac {-3x^{2}+12x+12}{(3x^{2}+6x)^{2}}}={\frac {1}{3}}+{\frac {-x^{2}+4x+4}{3x^{2}(x+2)^{2}}}}.
A szélsőértékek kereséséhez a deriváltat újra beszorozzuk az elhagyott tényezővel:
{\displaystyle f'(x)={\frac {x^{2}(x+2)^{2}-x^{2}+4x+4}{3x^{2}(x+2)^{2}}}={\frac {x^{4}+4x^{3}+3x^{2}+4x+4}{3x^{2}(x+2)^{2}}}}.

## Primitív függvény
A racionális egészfüggvényekkel szemben a racionális törtfüggvényeknek gyakran viszonylag nehéz meghatározni a primitív függvényét. A racionális törtfüggvény alakja szerint a következő összefüggéseket lehet használni, amihez általában a megfelelő alakra kell hozni:
{\displaystyle \int {\frac {1}{mx+a}}dx={\frac {1}{m}}\cdot \ln(mx+a)+C} ha {\displaystyle m,a\in \mathbb {R} ,m\neq 0}
{\displaystyle \int {\frac {1}{(mx+a)^{n}}}dx={\frac {1}{m}}\cdot {\frac {-1}{n-1}}\cdot {\frac {1}{(mx+a)^{n-1}}}+C} ha {\displaystyle m,a\in \mathbb {R} ,m\neq 0,n\in \mathbb {N} \setminus \{0;1\}}
{\displaystyle \int {\frac {1}{x^{2}+1}}dx=\arctan(x)+C} vagy {\displaystyle =-{\rm {arccot(x)+C}}}
{\displaystyle \int {\frac {1}{x^{2}-1}}dx=\operatorname {artanh} (x)+C={\frac {1}{2}}\ln \left({\frac {1+x}{1-x}}\right)} ha {\displaystyle |x|<1}
{\displaystyle \int {\frac {1}{x^{2}-1}}dx=\operatorname {arcoth} (x)+C={\frac {1}{2}}\ln \left({\frac {x+1}{x-1}}\right)} ha {\displaystyle |x|>1}
{\displaystyle \int {\frac {u'(x)}{u(x)}}dx=\ln |u(x)|+C} ha {\displaystyle u(x)\neq 0}
Szükség lehet a parciális törtekre bontásra is. Példák:
- Keressük az {\displaystyle f(x)={\frac {5x-1}{3x+2}}} függvény primitív függvényét. Polinomosztással:
{\displaystyle f(x)={\frac {5}{3}}-{\frac {13}{9x+6}}}.

Az első szabály alkalmazásával a primitív függvény:
{\displaystyle F(x)={\frac {5}{3}}x-{\frac {13}{9}}\ln(9x+6)}.
- Keressük az {\displaystyle f(x)={\frac {x^{2}+1}{x^{2}-1}}} függvény primitív függvényét, ha {\displaystyle x} abszolútértéke legfeljebb 0,5. Polinomosztással
{\displaystyle f(x)=1+{\frac {2}{x^{2}-1}}}.

A negyedik szabállyal:
{\displaystyle F(x)=x+2\cdot \operatorname {artanh} (x)}.
- Keressük az {\displaystyle f(x)={\frac {x+2}{x^{2}+4x+5}}} függvény primitív függvényét. A függvény írható úgy is, mint
{\displaystyle f(x)={\frac {1}{2}}{\frac {2x+4}{x^{2}+4x+5}}={\frac {1}{2}}{\frac {u'(x)}{u(x)}}}, ahol {\displaystyle u(x)=x^{2}+4x+5}.

Az utolsó szabály primitív függvénye:
{\displaystyle F(x)={\frac {1}{2}}\ln(x^{2}+4x+5)}.
- Az {\displaystyle f(x)={\frac {1}{x^{2}+2x+2}}} függvény primitív függvénye az {\displaystyle y=x+1} helyettesítéssel határozható meg, miután a nevezőt teljes négyzetté alakítottuk:
{\displaystyle {\begin{aligned}\int {\frac {1}{x^{2}+2x+2}}dx&=\int {\frac {1}{(x+1)^{2}+1}}dx=\int {\frac {1}{y^{2}+1}}dy\\&=\arctan(y)+C=\arctan(x+1)+C\end{aligned}}}
- Az {\displaystyle f(x)={\frac {1}{x^{2}-x-6}}} primitív függvénye parciális törtekre bontással kapható a kiemelések után:
{\displaystyle {\begin{aligned}\int {\frac {1}{x^{2}-x-6}}dx&=\int {\frac {1}{(x-3)(x+2)}}dx=\int {\frac {1}{5}}\left({\frac {1}{x-3}}-{\frac {1}{x+2}}\right)dx\\&={\frac {1}{5}}\left(\ln(x-3)-\ln(x+2)\right)+C={\frac {1}{5}}\ln \left({\frac {x-3}{x+2}}\right)+C\end{aligned}}}

## Alkalmazások
A természettudományokban és a technikában számos alkalmazásuk van a racionális törtfüggvényeknek:
- A legegyszerűbb példa a fordított arányosság, két mennyiség szorzata állandó. Példák:

- Rögzített út megtételéhez szükséges idő és sebesség.
- Adott mennyiségű oldott anyag koncentrációja fordítottan arányos az oldószer térfogatával.
- Adott erő esetén a gyorsított test tömege és gyorsulása.
- Egy síkkondenzátor {\displaystyle C} elektromos kapacitása a lemezek közötti {\displaystyle d} távolság függvényében:

{\displaystyle C(d)=\epsilon _{0}\epsilon _{r}{\tfrac {A}{d}}},
ahol {\displaystyle A} a lemezek felülete, {\displaystyle \epsilon _{0}} a vákuum permittivitása, és {\displaystyle \epsilon _{r}} a permittivitás.
- A fizika több területén is előkerül az {\displaystyle f(x;y)={\tfrac {xy}{x\pm y}}} függvény a harmonikus középpel összefüggően. Ha az egyiket paraméternek tekintjük vagy adottnak vesszük, akkor a másik racionális törtfüggvénye adódik. KÉt másik függvény reciprokainak összegének reciprokáról van szó.

- Az optikában egy lencse {\displaystyle f} gyújtótávolsága a tárgy  {\displaystyle t} és a kép {\displaystyle k} távolságágából számítható: {\displaystyle f(t;k)={\tfrac {tk}{t+k}}}; átrendezve hasonló képlet adódik, de összeadás helyett kivonással.
- Párhuzamos kapcsolás esetén két ellenállás, {\displaystyle R_{1}} és {\displaystyle R_{2}} együttes ellenállása: {\displaystyle R={\tfrac {R_{1}R_{2}}{R_{1}+R_{2}}}}. Hasonló teljesül két sorosan kapcsolt kondenzátor kapacitására.
- A mechanikában ha két rugót egymás után függesztünk, és rugóállandójuk {\displaystyle D_{1}} és {\displaystyle D_{2}}, akkor az együttes rugóállandó {\displaystyle D={\tfrac {D_{1}D_{2}}{D_{1}+D_{2}}}}.
- Feszültségelosztó esetén egy {\displaystyle R} ellenálláson eső {\displaystyle U} feszültség {\displaystyle U(R)={\tfrac {U_{0}R}{R+R'}}}, ahol {\displaystyle U_{0}} az elosztandó feszültség és {\displaystyle R'} a másik ellenállás.
- Egy {\displaystyle R} ellenállású fogyasztó által leadott {\displaystyle P} teljesítményére adódik, hogy {\displaystyle P(R)={\tfrac {U^{2}R}{(R+R_{i})^{2}}}}, ahol {\displaystyle U} feszültség és {\displaystyle R_{i}} a feszültségforrás belső ellenállása. A legnagyobb lehetséges teljesítmény: {\displaystyle R=R_{i}}.
- Egy nem túl rövid {\displaystyle L} induktivitású tekercsre az {\displaystyle r} sugárral összefüggésben teljesül a következő: {\displaystyle L(r)={\tfrac {\mu _{0}N^{2}\pi r^{2}}{l+r/1,1}}}, ahol {\displaystyle l} a tekercs hossza, {\displaystyle N} a menetek száma, {\displaystyle \mu _{0}} a mágneses mező konstansa.
- Egy Atwood-féle  gép esetén az {\displaystyle a} gyorsulás a következőképpen függ {\displaystyle m} és {\displaystyle M} tömegektől: {\displaystyle a={\tfrac {m}{2M+m}}\cdot g}; {\displaystyle a} tekinthető  {\displaystyle m} vagy {\displaystyle M} racionális törtfüggvényének.

- A geometria is felvethet olyan kérdéseket, amelyekre racionális törtfüggvény adja a választ: Egy test egy {\displaystyle l}, {\displaystyle 2r}, és {\displaystyle r} élű téglatest és egy erre illesztett {\displaystyle l} magasságú, {\displaystyle r} sugarú félhenger egyesítése. Adott térfogat esetén a felszín: {\displaystyle A(r)={\tfrac {(\pi +4)r^{3}+2V}{r}}}.

## Polinomok hányadosteste
Az absztrakt algebrában a polinomok hányadosteste hasonlóan áll elő polinomokból. Egy {\displaystyle K} test fölötti {\displaystyle n} változós polinomgyűrű hányadostestéről van szó absztrakt értelemben.
A racionális törtfüggvények szoros kapcsolatban állnak a polinomok gyűrűjének hányadostestével, de a két fogalom nem azonos. Például a
{\displaystyle p(x)={\frac {x-1}{x^{2}-1}}}
és a
{\displaystyle q(x)={\frac {1}{x+1}}}
kifejezések mint a valós együtthatós polinomok hányadostestének elemei egyenlőek, mivel ott {\displaystyle x^{2}-1} osztható {\displaystyle x-1}-gyel, és a hányados {\displaystyle x+1}. De ha {\displaystyle p(x)}-et és {\displaystyle q(x)}-et mint racionális törtfüggvényeket tekintjük, akkor nem egyenlőek, hiszen {\displaystyle q(x)} értelmezhető az {\displaystyle x=1} helyen, {\displaystyle p(x)} viszont nem.
Véges test fölött a különbségtétel még egyszerűbb: {\displaystyle \mathbb {F} _{p}} (maradékosztályok teste modulo egyp prímszám) fölött definiált hányadostestben {\displaystyle {\tfrac {1}{X^{p}-X}}} jóldefiniált racionális függvénye {\displaystyle X}-nek, habár szűkebb értelemben véve nem függvény, mivel sehol sem értelmezhető.
Ugyanis behelyettesítve {\displaystyle x\in \mathbb {F} _{p}} elemeit, kapjuk, hogy {\displaystyle {\tfrac {1}{x^{p}-x}}}, ami nem értelmezhető, hiszen {\displaystyle x^{p}-x} a kis Fermat-tétel miatt azonosan nulla. Végtelen test fölött ugyanez nem fordulhat elő, csak viszonylag kevés helyen nincs egy racionális törtfüggvény értelmezve. A Zariski-topológia szerint azok a helyek, ahol a függvény nincs értelmezve, Zariski-zárt halmazt alkotnak, és az értelmezési tartomány lezártja a teljes halmaz.
Legyen {\displaystyle V} varietás, amit az {\displaystyle f_{1},\dotsc ,f_{m}\in k\left[x_{1},\dotsc ,x_{n}\right]} polinomok definiálnak. Azaz
{\displaystyle V=\{x\in \mathbb {A} ^{n}\mid f(x)=0{\text{ minden }}f\in S\}} esetén. Vagyis
{\displaystyle I(V)=\{f\in k[x_{1},\dotsc ,x_{n}]\mid f(x)=0{\text{ ha }}x\in V\}.}
Az egész függvények gyűrűje {\displaystyle k[x_{1},\dotsc ,x_{n}]/I(V)}. A racionális függvények teste ennek hányadosteste.
Általánosabb a racionális leképezések fogalma, azaz a kvázi-projektív varietásoké. A racionális függvények egy varietás {\displaystyle \mathbb {A} ^{1}}-be menő racionális leképezéseinek speciális esetei.

## Fordítás
Ez a szócikk részben vagy egészben  a   Rationale Funktion című német Wikipédia-szócikk fordításán alapul.  Az eredeti cikk szerkesztőit annak laptörténete sorolja fel. Ez a jelzés csupán a megfogalmazás eredetét és a szerzői jogokat jelzi, nem szolgál a cikkben szereplő információk forrásmegjelöléseként.